# Ronde van Spanje 2014/Zevende etappe
De zevende etappe van de Ronde van Spanje 2014 werd gereden op 29 augustus 2014. Het was een heuvelrit over 165,4 km van Alhendín naar Alcaudete. De Italiaan Alessandro De Marchi kwam met meer dan anderhalve minuut voorsprong als eerste alleen over de eindmeet.

## Ritverslag
Na een val van Chris Froome, waardoor hij een minuut achterstand opliep, werd hij door zijn ploegmaats van Team Sky in het peloton teruggebracht.
Intussen had een vluchtersgroep van vier, met Ryder Hesjedal als best geplaatste, een voorsprong van 7 minuten gepakt. Samen met Alessandro De Marchi, Johann Tschopp en Hubert Dupont ging hij de laatste 20 km in. Dupont moest lossen en Hesjedal gleed uit, zodat alleen De Marchi en Tschopp verdergingen. Uiteindelijk haalde De Marchi afgescheiden als eerste de eindmeet.

## Uitslagen
| Rituitslag |                      |                         |          |
| Plaats     | Naam                 | Ploeg                   | Tijd     |
| Winnaar    | Alessandro De Marchi | Cannondale              | 4u01'52" |
| 2          | Ryder Hesjedal       | Garmin Sharp            | + 1'34"  |
| 3          | Hubert Dupont        | Garmin Sharp            | + 1'35"  |
| 4          | Johann Tschopp       | IAM Cycling             | z.t.     |
| 5          | Philippe Gilbert     | BMC Racing Team         | + 2'17"  |
| 6          | Daniel Martin        | Garmin Sharp            | z.t.     |
| 7          | Chris Froome         | Team Sky ProCycling     | + 2'18"  |
| 8          | Gianluca Brambilla   | Omega Pharma-Quick-Step | + 2'20"  |
| 9          | Alejandro Valverde   | Team Movistar           | z.t.     |
| 10         | Alberto Contador     | Tinkoff-Saxo            | z.t.     |
|            |                      |                         |          |
| 11         | Robert Gesink        | Belkin-Pro Cycling Team | + 2'20"  |

| Algemeen Klassement |                    |                         |           |
| Plaats              | Naam               | Ploeg                   | Tijd      |
| Rode trui           | Alejandro Valverde | Team Movistar           | 26u52'20" |
| 2                   | Nairo Quintana     | Team Movistar           | + 15"     |
| 3                   | Alberto Contador   | Tinkoff-Saxo            | + 18"     |
| 4                   | Chris Froome       | Team Sky ProCycling     | + 20"     |
| 5                   | Esteban Chaves     | Orica GreenEDGE         | + 41"     |
| 6                   | Joaquím Rodríguez  | Team Katjoesja          | + 45"     |
| 7                   | Robert Gesink      | Belkin-Pro Cycling Team | + 55"     |
| 8                   | Fabio Aru          | Astana Pro Team         | + 58"     |
| 9                   | Warren Barguil     | Team Giant-Shimano      | + 1'02"   |
| 10                  | Wilco Kelderman    | Belkin-Pro Cycling Team | + 1'06"   |
|                     |                    |                         |           |
| 26                  | Maxime Monfort     | Lotto Belisol           | + 2'46"   |

| Puntenklassement |                  |                         |        |
| Plaats           | Naam             | Ploeg                   | Punten |
| Groene trui      | John Degenkolb   | Team Giant-Shimano      | 72     |
| 2                | Michael Matthews | Orica GreenEDGE         | 51     |
| 3                | Nacer Bouhanni   | FDJ.fr                  | 49     |
|                  |                  |                         |        |
| 10               | Jasper Stuyven   | Trek Factory Racing     | 28     |
| 13               | Moreno Hofland   | Belkin-Pro Cycling Team | 23     |

| Bergklassement        |                    |                        |        |
| Plaats                | Naam               | Ploeg                  | Punten |
| Bolletjestrui (blauw) | Lluís Mas          | Caja Rural-Seguros RGA | 18     |
| 2                     | Alejandro Valverde | Team Movistar          | 10     |
| 3                     | Jérôme Cousin      | Team Europcar          | 10     |
|                       |                    |                        |        |
| 10                    | Pim Ligthart       | Lotto Belisol          | 5      |

1e etappe ·
2e etappe ·
3e etappe ·
4e etappe ·
5e etappe ·
6e etappe ·
7e etappe ·
8e etappe ·
9e etappe ·
10e etappe ·
11e etappe ·
12e etappe ·
13e etappe ·
14e etappe ·
15e etappe ·
16e etappe ·
17e etappe ·
18e etappe ·
19e etappe ·
20e etappe ·
21e etappe
Startlijst · Eindstanden · Afbeeldingen